# Кароль Фів
Кароль Фів (фр. Carole Fives; нар. 12 листопада 1971, Ле-Туке-Парі-Плаж) — французька письменниця. Більшість її текстів опубліковані у видавництві Gallimard, у серіях Arbalète та La Blanche, а також у кишенькових видавництвах Points та Folio.

## Біографія
Здобувши бакалаврський диплом з філософії та ступінь магістра мистецтв, Кароль Фів вступила до школи витончених мистецтв у Парижі, яку успішно закінчила. Працювала художницею, до 2012 року викладала образотворче мистецтво в Академії Лілля (живопис, жива модель). Відмова від живопису заради літератури є темою двох книжок «Жива модель» і «Скипідар».
У 2017 році виходить роман "Жінка по телефону «, де зображена депресивна матір, яка щодня дзвонить доньці. Текст написано у формі одностороннього діалогу, що ніколи не вимагає відповіді.
Роман „Тримати до світанку“ вийшов друком у 2018 році. Він описує соціальне приниження самотньої матері-втікачки. Входив до списків номінантів на нагороди Fnac, Wepler, Médicis і Landerneau ·  ·  · . Його адаптує для кіно режисерка Марго Галлімар.
Роман „Скипідар“ 2020 року зображає трьох студентів образотворчого мистецтва наприкінці 1990-х років, їхнє бажання малювати попри академічну систему, яка визнала смерть живопису та фігуративного мистецтва. Роман адаптується для телесеріалу.
Роман Quelque chose à te dire (2022) розповідає про захоплення однієї письменниці іншою, захоплення, яке перетворюється на обсесію. В цьому романі про літературного двійника відчувається вплив Хічкока. Роман увійшов до найкращих романів нового навчального року за версією L'Express та Madame Figaro.

## Твори

### Романи
- Que nos vies aient l'air d'un film parfait, Le Passage, 2012
- C'est dimanche et je n'y suis pour rien, L'Arbalète/Gallimard, 2015
- Une femme au téléphone, L'Arbalète/Gallimard, 20173,4 Réédition Gallimard, coll. " Folio "
- Tenir jusqu’à l'aube, L'arbalète/Gallimard, 2018, 180 pages (ISBN 978-2-07-279-739-2)
- Térébenthine, Gallimard, 2020, 173 p. (ISBN 978-2-07-286-980-8) coll. " Folio ".
- Quelque chose à te dire, Gallimard, 2022, 176 p. (ISBN 978-2-07-298-978-0) coll. " Blanche ".

### Есеї та оповідання
- Quand nous serons heureux, Le Passage, coll. " Points "
- Ça nous apprendra à naître dans le Nord, La Contre Allée, 2011
- Camille Claudel, La vie jeune, Invenit, 2015

### Твори для дітей і юнацтва
- Zarra, roman, illustrations de Dorothée de Monfreid, Neuf de L'École des loisirs, 2010.
- Dans les jupes de maman, illustrations de Dorothée de Monfreid, Sarbacane, 2012.
- Honte de tout, Thierry Magnier, 2013.
- Incunables, CRL Nord Pas de Calais / éditions Invenit, 2014.
- Modèle vivant, L'École des loisirs, 2014.
- Que fait la maîtresse après l’école ?, L'École des loisir], 2014.
- Comment faire garder ses parents ?, illustrations de Séverine Assous, Hélium, 2017.
- À ton âge, illustrations de Séverine Assous, Hélium, 2019.